# 祖别纳
祖别纳（義大利語：Zubiena），是意大利比耶拉省的一个市镇。总面积12平方公里，人口1268人，人口密度105.7人/平方公里（2009年）。ISTAT代码为096082。